# AmigaOS
AmigaOS là một dòng hệ điều hành riêng độc quyền của máy tính cá nhân Amiga và AmigaOne. Nó được phát triển đầu tiên bởi Commodore International và được giới thiệu cùng với sự ra mắt của Amiga đầu tiên, Amiga 1000, vào năm 1985. Các phiên bản đầu tiên của AmigaOS yêu cầu dòng bộ vi xử lý Motorola 68000 16 bit và 32 bit. Các phiên bản sau được phát triển bởi Haage & Partner (AmigaOS 3.5 và 3.9) và sau đó là Hyperion Entertainment (AmigaOS 4.0-4.1). Để chạy phiên bản mới nhất, AmigaOS 4 của dòng hệ điều hành này cần có bộ vi xử lý PowerPC.
AmigaOS là một hệ điều hành một người dùng dựa trên một nhân đa nhiệm ưu tiên, được gọi là Exec.
Nó bao gồm một phần trừu tượng của phần cứng của Amiga, một hệ điều hành đĩa được gọi là AmigaDOS, một API hệ thống cửa sổ được gọi là Intuition và một trình quản lý tệp trên máy tính để bàn có tên là Workbench.
Quyền sở hữu trí tuệ Amiga bị phân tán giữa Amiga Inc., Cloanto và Hyperion Entertainment. Bản quyền cho các tác phẩm được tạo cho đến năm 1993 thuộc sở hữu của Cloanto. Năm 2001, Amiga Inc. ký hợp đồng phát triển AmigaOS 4 cho Hyperion Entertainment vào năm 2009, họ đã cấp cho Hyperion giấy phép độc quyền vĩnh viễn trên toàn thế giới cho AmigaOS 3.1 để phát triển và tiếp thị AmigaOS 4 và các phiên bản tiếp theo.
Vào ngày 29 tháng 12 năm 2015, mã nguồn AmigaOS 3.1 bị rò rỉ trên web; điều này đã được xác nhận bởi chủ sở hữu quyền sở hữu trí tuệ, công ty Hyperion Entertainment.